# Quamtana meyeri
Quamtana meyeri är en spindelart som beskrevs av Huber 2003. Quamtana meyeri ingår i släktet Quamtana och familjen dallerspindlar. Inga underarter finns listade i Catalogue of Life.